# Peckia incerta
Peckia incerta är en tvåvingeart som först beskrevs av Walker 1853.  Peckia incerta ingår i släktet Peckia och familjen köttflugor.
Artens utbredningsområde är Jamaica. Inga underarter finns listade i Catalogue of Life.